# تاق پیروزی کاروسل
تاق پیروزی کاروسل (به فرانسوی: Arc de Triomphe du Carrousel) یک تاق پیروزی در پاریس است که در میدان کاروسل جای گرفته است. این تاق در میان سال‌های ۱۸۰۶ تا ۱۸۰۸ برای یادبود پیروزی‌های ناپلئونی در سال پیش از آن ساخته شده بود.
بنای پرآوازه‌تر تاق پیروزی در سویه باختری خیابان شانز الیزه در همان سال طراحی شد، اما تا سال ۱۸۳۶ تکمیل نشد.
این تاق همچنین نمونه‌ای از شیوه معماری کورینتی است.
تاق پیروزی کاروسل ورودی کاخ تویلری به شمار می‌رود و از بناهای نئوکلاسیک در دوره ناپلئون است. اهل هنر اینجا را بسیار ارج می‌نهادند، چرا که از گذرگاه پایانی تویلری چهار مورد از بهترین موزه‌های هنری جهان، هر کدام در یکی از جهت‌های اصلی قطب‌نما دیده می‌شد.